# Jean Jacques Régis de Cambacérès
Jean Jacques Régis de Cambacérès [ejtsd: kambászeresz] (Montpellier, 1753. október 18. – Párizs, 1824. március 5.) pármai herceg és a francia császárság kancellárja I. Napóleon idejében.

## Életrajza
Régi jogászcsalád sarja. 1791-ben már a fenyítő törvényszék elnöke volt; 1792-ben beválasztották a Nemzeti Konventbe, ahol nagy mérsékletet tanusított és a XVI. Lajos halálára is csak feltételesen szavazott. Az ő javaslatára létesítették 1793. március 10-én a Közjóléti Bizottságot, s ennek maga is tagja lett. Projet de Code civil et discours préliminaire című munkájával, mely a későbbi Code Napoléon-nak alapjául szolgált, nagy érdemeket szerzett. A Konvent őt bízta meg Merlin de Douai-vel együtt a Franciaországban fennálló összes törvények átvizsgálásával és egyetlenegy törvénykönyvbe való foglalásával. Az 1794 júliusi eseményekben és Robespierre bukásában nem volt része. Mint a Közjóléti Bizottság újonnan választott elnöke támogatta a poroszokkal és spanyolokkal való békekötést (1795). Az Ötszázak Tanácsában pedig leginkább törvényhozási munkálatokkal foglalkozott; 1796 októberében ezen tanács elnökévé választották, de a direktórium sürgetésére (mely benne monarchistát látott) kilépett. Mihelyt azonban Sieyès a direktóriumnak tagja lett, kieszközölte, hogy Cambacérès az igazságügyi tárcát megkapja. A brumaire 18–19-i államcsíny után Bonaparte kinevezte második konzulnak, trónra lépése után pedig birodalmi kancellárnak és 1808-ban Parma hercegének. Napóleon nagy bizalommal volt iránta, amiért Cambacérès a kormányzásra nagy befolyást gyakorolt. Különös érdemei vannak a francia jog fejlődése és a «Code Napoléon» szerkesztése körül. Mérsékelt és bölcs gondolkodású politikusnak bizonyult akkor is, midőn Napóleont az orosz hadjáratról és egyéb merész vállalatairól lebeszélni iparkodott. Midőn Napóleon 1813-ban a szövetségesek ellen vonult, Cambacérès lett a régensbizottság elnöke és a császárnéval együtt Blois-ba indult. A száznapos uralom alatt Napóleon kérelmére elvállalta az igazságügyi tárcát és a pairek kamarájában az elnökséget. A második restauráció után visszavonultan élt Párizsban 1816-ig, amidőn mint királygyilkost hazájából száműzték. Ezután Brüsszelben és Amszterdamban tartózkodott, míg végül 1818. május 13-án összes polgári és politikai jogaiba visszahelyezték. Hátra levő éveit Párizsban töltötte teljes visszavonultságban. A Projet de Cide civil-en (Párizs, 1796) kívül írt még egy Cide Français ou Collection par ordre de matieresde loisde la république (Párizs, 1797) c. munkát. Címét unokája, Marie Jean Pierre Hubert de Cambacérès örökölte, aki a második császárság idejében főudvarmester volt.